# Saison 3 de Kaboul Kitchen
 (février 2017).
Si vous disposez d'ouvrages ou d'articles de référence ou si vous connaissez des sites web de qualité traitant du thème abordé ici, merci de compléter l'article en donnant les références utiles à sa vérifiabilité et en les liant à la section « Notes et références ».
Chronologie
Saison 2
Cette page présente la liste des épisodes de la troisième saison de la série télévisée Kaboul Kitchen.

## Synopsis
À la suite d'un échange de passeport avec Jacky, Michel de Caulaincourt (Stéphane De Groodt) arrive à Kaboul et est retrouvé par Sophie. Il s'ensuit une série d'aventures où Michel sera notamment confronté à ses erreurs passées et devra s'investir dans le projet humanitaire 'Roses contre Opium', tout en découvrant la vie en Afghanistan.

## Distribution
- Stéphane De Groodt : Michel de Caulaincourt
- Stéphanie Pasterkamp : Sophie Robert
- Benjamin Bellecour : Axel
- Alexis Michalik : Damien
- Simon Abkarian : Colonel Amanullah
- Marc Citti : Victor
- Brahim Bihi : Sayed
- Fayçal Azizi : Habib
- Karina Testa : Lala Amanullah
- Amir El Kacem : Jamal Amanullah
- Thomas Durand : Lazar
- Leonid Glushchenko : Dima
- Natacha Lindinger : Victoria
- Assaad Bouab : Yazad
- Lina El Arabi : Pissenlit
- Fayçal Safi : le commissaire Nassim